# 香港追擊搜
《香港追擊搜》（英語：Hong Kong Sniper）為亞洲電視數碼媒體製作的一個時事資訊節目。
第一季於2018年10月8日至2019年1月4日，逢星期一至五，晚上八時三十分至九時正（香港時間），在亞視A1台及奇妙電視中文台（2018年10月27日後改為「香港開電視」）同步播映；其後於同日晚上十時三十分至十一時正，在有線娛樂台播映。
第二季於2019年1月28日起不定期播出，播映形式改為十分鐘內的短片，並只上載至亞洲電視數碼媒體的點播區，不設直播時段。

## 第一季

### 主持
- 梁思浩
- 朱慧珊
- 周嘉儀
- 黃紫盈
- 吳雲甫
- 馮家俊 （页面存档备份，存于）
- 麥晴茵
- 丘雅雯

### 記者
- 吳雲甫
- 馮家俊 （页面存档备份，存于）
- 麥晴茵
- 丘雅雯

### 環節
- 今日視焦睛
- 我係火伙
- 南亞裔善與罪／南亞裔血與淚

## 外部連結
- 香港開電視 第一季 節目重溫 （页面存档备份，存于）
- 亞洲電視數碼媒體 香港追擊搜 第一季 節目重溫 （页面存档备份，存于）
- 亞洲電視數碼媒體 香港追擊搜 第二季 節目重溫 （页面存档备份，存于）